# Siem de Jong
Siem de Jong (Aigle, Suiza, 28 de enero de 1989) es un exfutbolista neerlandés que jugaba como centrocampista.
Fue internacional absoluto con la selección de los Países Bajos entre 2010 y 2013, con la que disputó seis encuentros y anotó dos goles.
Es hermano del también futbolista Luuk de Jong.

## Trayectoria
Siem de Jong empezó jugando para el club aficionado DZC'68, junto a su hermano Luuk, y fue descubierto por el De Graafschap, cuando tenía doce años. Creció en Doetinchem, y jugó con el equipo juvenil hasta el año 2005, cuando fue adquirido por el Ajax.  

### Ajax Ámsterdam
Hizo su debut en el primer equipo en un partido oficial el 26 de septiembre de 2007 contra el Kozakken Boys, en un duelo vàlido por la copa neerlandesa, aunque entró como sustituto; mientras que en la liga debuta contra el Sparta Rotterdam, en donde anotó el empate en tiempo de descuento. En la temporada 2007-08 se convirtió en uno de los jugadores más jóvenes del plantel, además de haber disputado 20 partidos en toda la campaña.
El 16 de enero de 2008, poco antes de cumplir los diecinueve años de edad, renovó su contrato con el club hasta el 30 de junio de 2013.
Durante la campaña 2009-10 se pudo ganar un sitio en el equipo tras empezar como sustituto. En esa temporada gana su primer título, la copa nacional al ganarle al Feyenoord en la final a doble partido, donde anota dos goles en cada duelo.
El 15 de mayo de 2011, de Jong jugó en el duelo decisivo por la liga frente al FC Twente, y ayudó a su equipo a ganar el título de liga (liga que no ganaba desde 2004), anotando dos goles en ese encuentro. La misma situación se dio ante el VVV-Venlo, logrando otros dos tantos el 2 de mayo de 2012.

### Newcastle United
El 1 de julio de 2014, De Jong firmó un contrato de seis años con el Newcastle United por un precio que rondaba los 6 000 000 £. Después de su fichaje por el club, de Jong fue nombrado como vice-capitán por el entrenador, Alan Pardew. Hizo su debut en competición oficial entrando de cambio en el minuto 70 en un partido de Liga contra el Aston Villa el 23 de agosto de 2014.
En septiembre de 2014, durante un entrenamiento, se lesionó el muslo derecho, lo cual lo dejó fuera de acción por "unos cuantos meses".

### PSV Eindhoven
El 22 de agosto de 2016, el Newcastle confirmó que De Jong se marchó en calidad de cedido por un año al PSV Eindhoven.

### Regreso al Ajax
El 28 de agosto de 2017, se confirma su regreso al Ajax, por un período de tres temporadas.

### Sydney
El 23 de agosto de 2018, el Sydney FC hace oficial su llegada, en calidad de cedido, por una temporada.

### FC Cincinnati
De Jong fichó por el FC Cincinnati de la MLS el 20 de febrero de 2020. Solo estuvo una temporada en el club, y fue liberado al término de esta.

## Selección nacional
Con la selección absoluta debutó el 11 de agosto de 2010 en un amistoso ante Ucrania (1-1). Antes de eso, había sido un fijo en las categorías inferiores de la oranje. Fue uno de los preseleccionados para jugar la Eurocopa 2012, pero al final no fue citado.

## Estadísticas
Actualizado al último partido disputado en su carrera deportiva.
| Club                              | Div.          | Temporada     | Liga  | Liga  | Copas nacionales | Copas nacionales | Copas internacionales | Copas internacionales | Total | Total |
| Club                              | Div.          | Temporada     | Part. | Goles | Part.            | Goles            | Part.                 | Goles                 | Part. | Goles |
| --------------------------------- | ------------- | ------------- | ----- | ----- | ---------------- | ---------------- | --------------------- | --------------------- | ----- | ----- |
| Ajax de Ámsterdam · Países Bajos  | 1.ª           | 2007-08       | 24    | 2     | 3                | 0                | 0                     | 0                     | 27    | 2     |
| Ajax de Ámsterdam · Países Bajos  | 1.ª           | 2008-09       | 10    | 1     | 2                | 0                | 4                     | 0                     | 16    | 1     |
| Ajax de Ámsterdam · Países Bajos  | 1.ª           | 2009-10       | 22    | 10    | 5                | 6                | 7                     | 1                     | 34    | 17    |
| Ajax de Ámsterdam · Países Bajos  | 1.ª           | 2010-11       | 32    | 12    | 7                | 3                | 13                    | 1                     | 52    | 16    |
| Ajax de Ámsterdam · Países Bajos  | 1.ª           | 2011-12       | 29    | 13    | 4                | 3                | 6                     | 1                     | 39    | 17    |
| Ajax de Ámsterdam · Países Bajos  | 1.ª           | 2012-13       | 34    | 12    | 5                | 1                | 8                     | 3                     | 47    | 16    |
| Ajax de Ámsterdam · Países Bajos  | 1.ª           | 2013-14       | 19    | 7     | 3                | 2                | 6                     | 0                     | 28    | 9     |
| Newcastle United F. C. Inglaterra | 1.ª           | 2014-15       | 4     | 1     | 1                | 0                | —                     | —                     | 5     | 1     |
| Newcastle United F. C. Inglaterra | 1.ª           | 2015-16       | 18    | 0     | 3                | 1                | —                     | —                     | 21    | 1     |
| Newcastle United F. C. Inglaterra | 2.ª           | 2016-17       | 0     | 0     | 0                | 0                | —                     | —                     | 0     | 0     |
| Newcastle United F. C. Inglaterra | Total club    | Total club    | 22    | 1     | 4                | 1                | 0                     | 0                     | 26    | 2     |
| Jong PSV · Países Bajos           | 2.ª           | 2016-17       | 2     | 1     | —                | —                | —                     | —                     | 2     | 1     |
| Jong PSV · Países Bajos           | Total club    | Total club    | 2     | 1     | 0                | 0                | 0                     | 0                     | 2     | 1     |
| PSV Eindhoven · Países Bajos      | 1.ª           | 2016-17       | 19    | 6     | 1                | 0                | 3                     | 0                     | 23    | 6     |
| PSV Eindhoven · Países Bajos      | Total club    | Total club    | 19    | 6     | 1                | 0                | 3                     | 0                     | 23    | 6     |
| Jong Ajax · Países Bajos          | 2.ª           | 2017-18       | 1     | 1     | —                | —                | —                     | —                     | 1     | 1     |
| Jong Ajax · Países Bajos          | Total club    | Total club    | 1     | 1     | 0                | 0                | 0                     | 0                     | 1     | 1     |
| Ajax de Ámsterdam · Países Bajos  | 1.ª           | 2017-18       | 21    | 4     | 3                | 3                | —                     | —                     | 24    | 7     |
| Sydney F. C. Australia            | 1.ª           | 2018-19       | 17    | 4     | 2                | 1                | 2                     | 1                     | 21    | 6     |
| Sydney F. C. Australia            | Total club    | Total club    | 17    | 4     | 2                | 1                | 2                     | 1                     | 21    | 6     |
| Ajax de Ámsterdam · Países Bajos  | 1.ª           | 2019-20       | 4     | 0     | 1                | 3                | 4                     | 0                     | 9     | 3     |
| Ajax de Ámsterdam · Países Bajos  | Total club    | Total club    | 195   | 61    | 33               | 20               | 48                    | 6                     | 276   | 87    |
| F. C. Cincinnati Estados Unidos   | 1.ª           | 2020          | 16    | 0     | 0                | 0                | —                     | —                     | 16    | 0     |
| F. C. Cincinnati Estados Unidos   | Total club    | Total club    | 16    | 0     | 0                | 0                | 0                     | 0                     | 16    | 0     |
| S. C. Heerenveen · Países Bajos   | 1.ª           | 2020-21       | 19    | 4     | 3                | 1                | —                     | —                     | 22    | 5     |
| S. C. Heerenveen · Países Bajos   | 1.ª           | 2021-22       | 27    | 0     | 3                | 1                | —                     | —                     | 30    | 1     |
| S. C. Heerenveen · Países Bajos   | Total club    | Total club    | 46    | 4     | 6                | 2                | 0                     | 0                     | 52    | 6     |
| De Graafschap · Países Bajos      | 2.ª           | 2022-23       | 26    | 5     | 2                | 1                | —                     | —                     | 28    | 6     |
| De Graafschap · Países Bajos      | Total club    | Total club    | 26    | 5     | 2                | 1                | 0                     | 0                     | 28    | 6     |
| Total carrera                     | Total carrera | Total carrera | 344   | 83    | 48               | 25               | 53                    | 7                     | 445   | 115   |
| 1. 2.                             |               |               |       |       |                  |                  |                       |                       |       |       |

## Palmarés

### Campeonatos nacionales
| Título                        | Club              | País         | Año  |
| ----------------------------- | ----------------- | ------------ | ---- |
| Copa de los Países Bajos      | Ajax de Ámsterdam | Países Bajos | 2010 |
| Eredivisie                    | Ajax de Ámsterdam | Países Bajos | 2011 |
| Eredivisie                    | Ajax de Ámsterdam | Países Bajos | 2012 |
| Eredivisie                    | Ajax de Ámsterdam | Países Bajos | 2013 |
| Supercopa de los Países Bajos | Ajax de Ámsterdam | Países Bajos | 2013 |
| Eredivisie                    | Ajax de Ámsterdam | Países Bajos | 2014 |
| A-League                      | Sydney F. C.      | Australia    | 2019 |